# Кирпичный Завод (Владимирская область)
Кирпичный Завод — село в Юрьев-Польском районе Владимирской области России, входит в состав Красносельского сельского поселения.

## География
Село расположено на берегу реки Сега в 4 км на юг от райцентра города Юрьев-Польский.

## История
После Великой Отечественной войны село входило в состав Красносельского сельсовета Юрьев-Польского района, с 2005 года — в составе Красносельского сельского поселения.

## Население
| 2002 | 2010 | 2021 |
| ---- | ---- | ---- |
| 93   | ↘83  | ↘63  |